# Gulmit

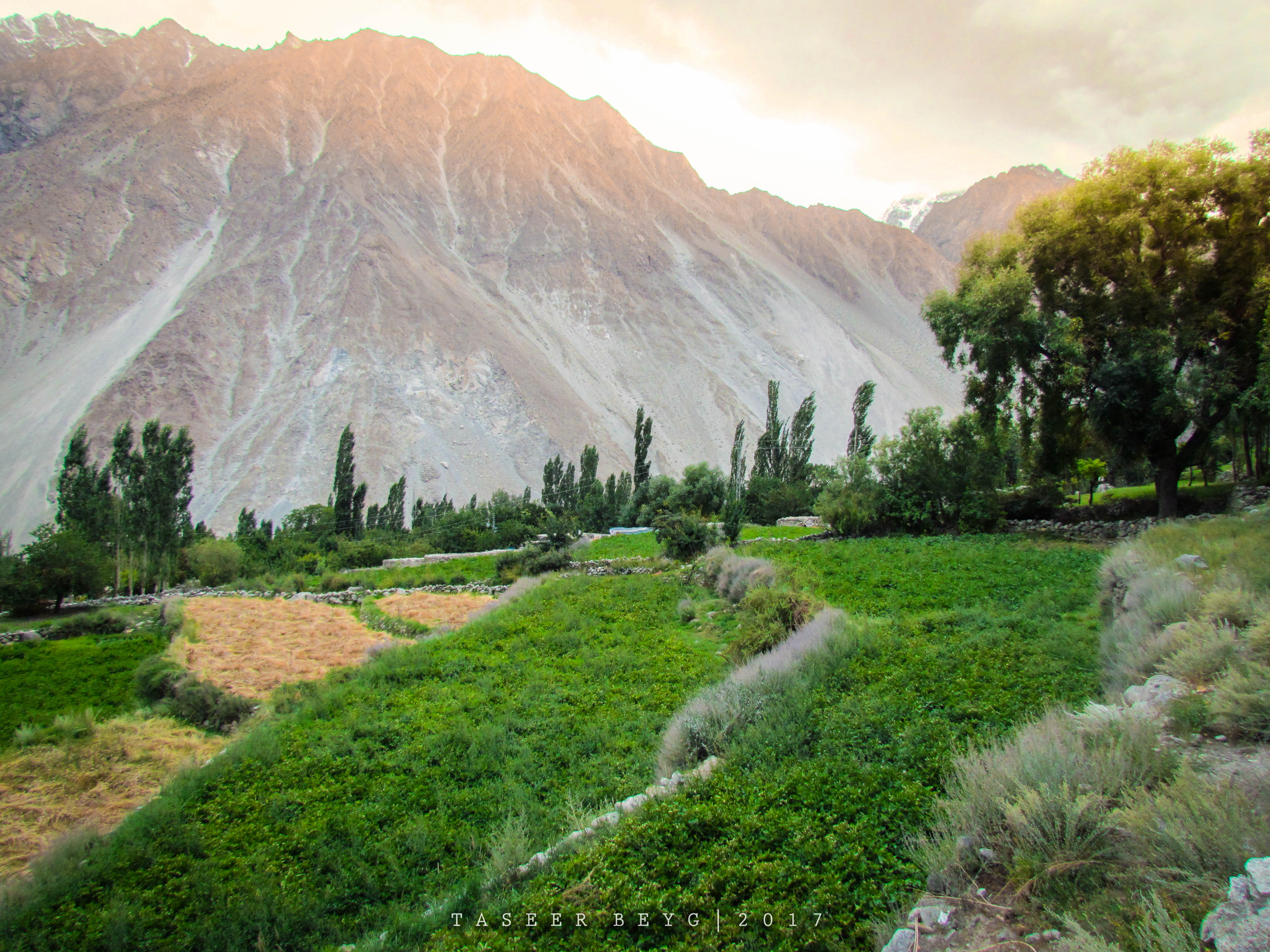
Gulmit Village Gojal

Gulmit (tiếng Wakhi/Urdu: گلمیت‬) là tên của một thị trấn giữ vai trò quan trọng của thung lũng Gojal (cũng như khu vực thượng Hunza của vùng Gilgit-Baltistan, Pakistan. Ngoài ra, nó còn được biết đến với tên là Gul-e-Gulmit. Gulmit là một thị trấn cổ, nhuốm đậm màu lịch sử được bao quanh bởi núi, sông băng. Nó còn có nhiều xóm, làng nhỏ tên là Kamaris, Odver, Dalgiram, Laksh, Qalha, Shawaran, Chamangul và Goze.
Theo tiếng địa phương thì Gulmit có nghĩa là thung lũng hoa.

## Khí hậu
Trên thực tế, Gulmit hầu như là không có mưa trong suốt năm. Điều này khiến khí hậu của nó thuộc loại khí hậu sa mạc lạnh.
Nhiệt độ trung bình vào mùa hè chênh lệch là từ 20 đến 26 °C, lượng mưa hằng năm là 113 mm. Tháng 11 là tháng khô hạn nhất với lượng mưa là 2 mm, trong khi tháng 5 là tháng đỉnh điểm của mùa mưa với lượng mưa là 24mm.
Tháng 7 là tháng có nhiệt độ cao nhất với nhiệt độ trung bình là 26.5 °C. Tháng lạnh nhất trong năm là tháng 1, với nhiệt độ trung bình là -1.0 °C.
| Dữ liệu khí hậu của Gulmit        | Dữ liệu khí hậu của Gulmit | Dữ liệu khí hậu của Gulmit | Dữ liệu khí hậu của Gulmit | Dữ liệu khí hậu của Gulmit | Dữ liệu khí hậu của Gulmit | Dữ liệu khí hậu của Gulmit | Dữ liệu khí hậu của Gulmit | Dữ liệu khí hậu của Gulmit | Dữ liệu khí hậu của Gulmit | Dữ liệu khí hậu của Gulmit | Dữ liệu khí hậu của Gulmit | Dữ liệu khí hậu của Gulmit | Dữ liệu khí hậu của Gulmit |
| Tháng                             | 1                          | 2                          | 3                          | 4                          | 5                          | 6                          | 7                          | 8                          | 9                          | 10                         | 11                         | 12                         | Năm                        |
| --------------------------------- | -------------------------- | -------------------------- | -------------------------- | -------------------------- | -------------------------- | -------------------------- | -------------------------- | -------------------------- | -------------------------- | -------------------------- | -------------------------- | -------------------------- | -------------------------- |
| Trung bình ngày tối đa °C (°F)    | −1.0 (30.2)                | 1.5 (34.7)                 | 7.6 (45.7)                 | 14.7 (58.5)                | 19.9 (67.8)                | 25.4 (77.7)                | 26.5 (79.7)                | 26.0 (78.8)                | 23.0 (73.4)                | 16.3 (61.3)                | 9.1 (48.4)                 | −1.5 (29.3)                | 14.0 (57.1)                |
| Trung bình ngày °C (°F)           | −5.5 (22.1)                | −3.2 (26.2)                | 2.9 (37.2)                 | 9.4 (48.9)                 | 13.9 (57.0)                | 18.8 (65.8)                | 21.8 (71.2)                | 21.5 (70.7)                | 16.6 (61.9)                | 10.0 (50.0)                | 3.5 (38.3)                 | −2.5 (27.5)                | 8.9 (48.1)                 |
| Tối thiểu trung bình ngày °C (°F) | −10.0 (14.0)               | −7.9 (17.8)                | −1.7 (28.9)                | 4.1 (39.4)                 | 7.9 (46.2)                 | 12.3 (54.1)                | 15.2 (59.4)                | 15.1 (59.2)                | 10.2 (50.4)                | 3.8 (38.8)                 | −2.1 (28.2)                | −6.8 (19.8)                | 3.3 (38.0)                 |
| Nguồn: Climate-Data.org           |                            |                            |                            |                            |                            |                            |                            |                            |                            |                            |                            |                            |                            |

## Khách sạn
Ở đây có rất nhiều khách, bao gồm: Silk Route Lodge, Marco Polo, Fallen Man's Heaven, Village Guest, Gulmit Tourist Inn, Gulmit Continental và Horse Shoe.

## Núi
Gulmit bị bao quanh bởi nhiều ngọn núi từ nhiều phía khác nhau. Ở phía bắc là ngọn núi tên là Tupopodon, trong khi phía nam là Ghawush. Phía đông là có núi Pulpul và ở phía tây là tháp Gulmit, một cột đá nguyên khối, thẳng đứng (tiếng Anh: Gulmit Tower), ngay phía trên sông băng Shutubar.

## Tổ chức của làng
Hiện tại có 26 tổ chức đã đăng kí hiện đang hoạt động cho và vì thị trấn này. Hầu hết trong số chúng đều làm việc dưới sự bảo vệ của Gulmit Organization for Local Development (GOLD) (Tổ chức Phát triển Địa phương Gulmit). Dưới đây là một số chức lớn, nhiều thành viên và nhiều hoạt động:
- Gulmit Educational and Social Welfare Society (GESW)
- Gulmit Organization for Local Development (GOLD)
- Gulmit Young Stars Club & Students Welfare Organization - GYSC
- Counselling and Management Body Gulmit (CMBG)
- Gulmit Arts Council
- Gulmit Natural Resources Conservation Group
- Rituals Committee
- Bulbulik